# William Keppel (4e comte d'Albemarle)
William Charles Keppel (14 mai 1772 – 30 octobre 1849) est un homme politique britannique whig. Il est 4e comte d'Albemarle.

## Jeunesse
Il est le fils unique du général George Keppel 3e comte d'Albemarle, et d'Anne, fille de John Miller, 4e baronnet. Il devient comte en octobre 1772, à l'âge de cinq mois, à la mort prématurée de son père. Il fait ses études au St John's College, à Cambridge.

## Carrière politique
Lors de la création du ministère de tous les talents en 1806, il est nommé maître des Buckhounds par Lord Grenville. Ainsi, il devient officier du département du cheval de la maison royale. La Maîtrise des Buckhounds étant un poste politique, le titulaire change à chaque gouvernement et, en raison de la chute du gouvernement en mars 1807, il perd son poste après seulement un an. Il ne retrouve son poste jusqu'en 1830, date à laquelle il est admis au Conseil privé et nommé maître du cheval par Lord Grey, ce qui en fait le troisième officier supérieur de la cour (après le Lord chambellan et le Lord intendant). Il reste à ce poste jusqu'en novembre 1834, les derniers mois dans le gouvernement de Lord Melbourne, et occupe le même poste sous Melbourne entre 1835 et 1841. En conséquence, il est responsable de la gestion de toutes les questions relatives au cheval lors du passage d’un règne à l’autre et, en particulier, au couronnement de la reine Victoria. En 1833, il est fait chevalier grande croix de l'ordre Hanovrien.

## Courses de chevaux
En plus de gérer le stock de pur-sang de deux chefs d’État successifs, alors que le cheval est encore un moyen de transport principal, le 4e comte d’Albemarle est également l’un des principaux propriétaires de chevaux de course de son époque. En tant que propriétaire, il remporte deux classiques (les 1000 Guinées en 1838 avec Barcarolle et les 2000 Guinées en 1841) et la Ascot Gold Cup à trois reprises (avec deux chevaux différents) en 1843, 1844 et 1845. La deuxième victoire de la Gold Cup, en 1844, est remportée par un poulain que le comte n'avait pas encore nommé. L'un des témoins de ce triomphe, le tsar Nicolas Ier de Russie, fait savoir à William à quel point il était excité par la course. Le comte a rapidement nommé son cheval "L'empereur" en l'honneur du distingué visiteur russe. En 1845, lorsque "L'Empereur" remporte la Gold Cup (désormais rebaptisée "La plaque de l'empereur"), le comte reçoit de nouveau une énorme récompense en argent payé par le tsar. Les chevaux de William Charles sont également victorieux dans les années 1840 à Cesmarevitch et dans le Cambridgeshire.

## Famille
William Keppel épouse Elizabeth Southwell, fille d'Edward Southwell 20e baron de Clifford, le 9 avril 1792. Ils ont onze enfants:
- William Keppel, vicomte Bury (1793-1804), est décédé jeune.
- Augustus Keppel, 5e comte d'Albemarle (1794–1851), qui épouse Frances Steer.
- Sophia Keppel (1798-1824), épouse James Macdonald 2e baronnet
- George Keppel 6e comte d'Albemarle (1799-1891), dont descend Camilla Shand, reine consort du Royaume-Uni en tant qu'épouse du roi Charles III.
- Edward Southwell Keppel (1800-1883), doyen de Norwich, épouse Maria, fille de Nathaniel Clements 2e comte de Leitrim.
- Anne Amelia Keppel (1803-1844), mariée à Thomas Coke 1er comte de Leicester, de qui descend Sarah, la duchesse d'York ; marié, ensuite à Edward Ellice.
- Mary Keppel (1804-1898)[2],[3], épouse Henry Frederick Stephenson, parlementaire
- Henry Keppel (en) (1809–1904) épouse Katherine Crosby.
- Thomas Robert Keppel (1811–1863), épouse Frances Barrett-Lennard, fille de Thomas Barrett-Lennard, 1er baronnet.
- Caroline Elizabeth Keppel (1814–1898) épouse le très révérend Thomas Garnier.
- Georgiana Charlotte (décédée en 1854), épouse William Henry Magan.

Après le décès de sa première femme en novembre 1817, âgé de 41 ans, William Keppel se remarie à Charlotte Susannah, fille d'Henry Hunloke, 4e baronnet, le 11 février 1822 . Ce mariage est sans enfant. Il meurt à Quidenham, dans le Norfolk, en octobre 1849, à l'âge de 77 ans.
La comtesse douairière, Charlotte Susannah, est surnommée le "Rowdy Dow" par ses beaux-enfants, qui l'accusent de dilapider la fortune de la famille,. Dans les mots d'un biographe: "[Elle] a réussi à disperser les héritages de Keppel avec une excentricité extravagante." La comtesse douairière d'Albemarle meurt à Twickenham, Londres, en octobre 1862, à l'âge de 88 ans.